# Idalia-Nationalpark
Der Idalia-Nationalpark (engl.: Idalia National Park) ist ein Nationalpark im Zentrum des australischen Bundesstaates Queensland.
Der Nationalpark wurde 1990 von Prinz Philip eröffnet.

## Lage
Er liegt 893 Kilometer westlich von Brisbane und 113 Kilometer südwestlich von Blackall in der Gowan Range.
In der Nachbarschaft liegen die Nationalparks Mariala, Hell Hole Gorge und Welford.

## Landesnatur
Die Gowan Range ist ein Tafelhochland, in dem der Bulloo River entspringt. Im Park gibt es viele Sandsteinschluchten und andere wilde Felsformationen.

## Flora und Fauna
Der größte Teil des Tafellandes ist mit Mulga bewachsen.
In den Schluchten und auf den Hochflächen findet man Gelbfuß-Felskängurus, Bergkängurus, Graue und Rote Riesenkängurus, Rückenstreifenwallabys und  Sumpfwallabys. Auch eine umgesetzte Population der gefährdeten Kurznagelkängurus kann man im Park beobachten.

## Kultur
Im Park finden sich eine Reihe von Überresten der früher hier lebenden Aborigines. Bruchstücke von Artefakten, Steinmuster und Lagerplätze. Auch die Ruinen zweier früherer Siedlungen der europäischen Einwanderer, Idalia und Collabara, kann man sehen.

## Einrichtungen und Zufahrt
Das wilde Zelten ist an gekennzeichneten Stellen im Park erlaubt, aber es gibt keine besonderen Einrichtungen. Es gibt ein Netz von Wanderwegen quer durch den Park.
Von Blackall aus fährt man nach Westen Richtung Isisford. Nach 43 Kilometern zweigt bei Malyenton eine unbefestigte Straße nach Südwesten Richtung Windorah ab. Dieser folgt man 26 Kilometer bis nach Bendidi. Dort zweigt eine Piste nach Süden ab, auf der man nach 44 Kilometern die ehemalige Siedlung Idalia erreicht.
Der Park ist nur mit einem allradgetriebenen Fahrzeug bei trockenem Wetter erreichbar. Auch bei kurzen Regenfällen können die Straßen bereits unpassierbar werden.